# Bakoumba
Bakoumba ist eine Stadt in der Provinz Haut-Ogooué im Südosten Gabuns, zudem ist sie die Hauptstadt des Departements Lekoko. Mit Stand von 2013 hat die Stadt eine Einwohnerzahl von 2197.
Die Entwicklung der Stadt nahm in den 1960er Jahren Fahrt auf, als die Stadt Stützpunkt für eine Wartungsstation der COMILOG-Materialseilbahn von Moanda nach Mbind (Republik Kongo) wurde. Nachdem diese in den späten 1980er Jahre weniger genutzt und später schließlich endgültig geschlossen worden war, entstand der Parc de la Lékédi, welcher auf seinem Gebiet ein Naturreservat, eine Fischzucht und einen Tierpark für exotische Tiere beinhaltet.

## Persönlichkeiten
- Yann Bidonga (* 1979), Fußballtorhüter